# Pietro Paolo Conti
Pietro Paolo Conti (1689. – 1770.) bio je talijanski biskup i kardinal.
Dodijeljen mu je 19. studenoga 1759. kardinalski naslov hrvatske crkve svetog Jeronima u Rimu. Naslov je držao do 31. ožujka 1763. optirajući za kardinalski naslov crkve svetog Stjepana na brdu Celiju.

### Članci
- Bogdan, Jure. 2005. Hrvatska crkva svetog Jeronima u Rimu i njezini kardinali naslovnici. Crkva u svijetu. Sveučilište u Splitu - Katolički bogoslovni fakultet. Split. 40 (2): 187–205